# دون كيفر
دون كيفر (بالإنجليزية: Don Keefer) هو ممثل أمريكي، ولد في 18 أغسطس 1916 في Highspire, Pennsylvania ‏ في الولايات المتحدة، وتوفي في 7 سبتمبر 2014 في شيرمان أوكس في الولايات المتحدة.

## أعمال

### أفلام
- (1951) موت بائع متجول
- (1969) بوتش كاسيدي وساندانس كيد[4]
- (1973) الطريق الذي كنا عليه[5]
- (1997) كاذب كاذب[6]

## وصلات خارجية
- دون كيفر على موقع IMDb (الإنجليزية)
- دون كيفر على موقع أول موفي (الإنجليزية)
- دون كيفر على موقع قاعدة بيانات برودواي على الإنترنت (الإنجليزية)
- دون كيفر على موقع قاعدة بيانات الفيلم (الإنجليزية)